# قائمة سلاسل محلات السوبر ماركت فى مصر
هذه قائمة بسلاسل السوبر ماركت التي تعمل في مصر.

## متاجر القطاع الخاص
- أسواق عبد الله العثيم
- ابو عشرة ماركت
- ابو ذكري ماركت
- سوق أبا [2]
- سوبر ماركت ألفا [3]
- أولاد رجب
- بيم (شركة)
- كارفور
- المحمل (تم بيعه لأولاد رجب)
- فتح الله جملة ماركت
- جورميه مصر
- هايبر وان
- كازيون ماركت
- خير زمان [4]
- لولو هايبر ماركت
- ماكرو (مترو كاش آند كاري، مغلق في مصر)
- مترو ماركت (تختلف عن مترو كاش آند كاري) [5]
- أوسكار
- الباندا
- سينسبري
- سعودي ماركت [6]
- سبينيس
- زاد (مغلق)
- زهران ماركت

## متاجر القطاع العام
- أسواق أسماك 2000
- فاميلي ماركت
- نيو ماركت
- دلتا ماركت
- مصرية ماركت
- اليكس ماركت
- منافذ أمان (مملوكة للشرطة المصرية)
- منافذ جهاز مشروعات الخدمة الوطنية (المملوكة للقوات المسلحة المصرية)
- منافذ جهاز الخدمات العامة (المملوكة للقوات المسلحة المصرية)
- عمر افندي
- بيوت الأزياء الحديثة
- صيدناوي و بيع المصنوعات المصرية

## أنظر أيضاً
- قائمة سلاسل السوبر ماركت في أفريقيا
- قائمة سلاسل السوبر ماركت